# Délinquant sexuel
 (juillet 2022).
Un délinquant sexuel est une personne qui a commis des crimes ou délits sexuels. La définition d'une infraction sexuelle varie selon les cultures et les législations. Certains des plus graves crimes en ce domaine sont les actes sexuels imposés sous contrainte : agression sexuelle, viol, abus sexuel sur mineur, inceste...

## Généralités
La plupart des délinquants ou criminels sexuels condamnés ont commis des infractions de nature sexuelle ; toutefois, certains ont simplement enfreint une loi relative à la sexualité. Aux États-Unis, les fichiers des auteurs d'infractions sexuelles peuvent répertorier des infractions triviales, comme la miction dans un lieu public, un rapport sexuel dans un lieu public (comme une plage) ou la séquestration d'une personne mineure,.

## Récidivistes
Le taux de récidive chez les délinquants sexuels est plus faible que le public ne le pense en général,. En 2002, une enquête des Office of Justice Programs (en) (OJP) du département de la Justice des États-Unis a suivi 9 691 hommes ayant commis une infraction sexuelle après leur libération de prison en 1994 dans 15 États des États-Unis : les résultats montrent que dans les trois premières années après leur libération, de nouveaux faits ont conduit à l'arrestation de 5,3 % des accusés et à la condamnation de 3,5 % d'entre eux ; autrement dit, 1 ancien délinquant sur 19 est arrêté pour un nouveau crime ou délit sexuel. La même enquête montre que, chez les hommes condamnés pour d'autres types de faits (délinquance non sexuelle), dans les trois années qui suivent leur libération, 68 % font l'objet d'une nouvelle arrestation (pour n'importe quelle infraction) et 47,8 % sont de nouveaux condamnés ; chez les anciens délinquants sexuels libérés, 43 % sont de nouveau arrêtés pour n'importe quel type de délit (et 24 % condamnés de nouveau).
D'après les Office of Justice Programs et le département de la Justice des États-Unis dans l'État de New York, le taux de récidive chez les délinquants sexuels est plus faible que pour les autres crimes, excepté le meurtre. Cette conclusion est corroborée par un autre rapport des OJP, qui a enquêté sur les récidives des prisonniers libérés en 1994 dans 15 États.
Parmi les délinquants sexuels qui auraient commis d'autres infractions de même nature, 40 % l'ont perpétrée dans l'année qui a suivi leur libération. Dans les trois années après la libération, 2,5 % des violeurs libérés ont de nouveau été arrêtés pour un viol et 1,2 % de ceux qui ont purgé une peine pour homicide ont été arrêtés pour une récidive. Les délinquants sexuels sont quatre fois plus susceptibles que les autres délinquants d'être arrêtés pour récidive après leur libération (5,3 % des délinquants sexuels, contre 1,3 % des autres délinquants). En 1991, selon les estimations, 24 % des personnes incarcérées pour viol et 19 % de celles ayant commis une agression sexuelle se trouvaient en libération conditionnelle au moment de la réitération.
En 1994, environ 4 300 pédocriminels ont été libérés des prisons américaines. Selon les estimations, 3,3 % d'entre eux ont été de nouveau arrêtés pour une infraction sexuelle contre un enfant dans les trois années suivant leur libération. Parmi les pédocriminels libérés en 1994, 60 % avaient commis leur crime contre des enfants de 13 ans ou moins. En moyenne, les criminels avaient cinq ans de plus que les auteurs de crimes violents contre des adultes. Près de 25 % des pédocriminels avaient au moins 40 ans.

## Inscription dans les fichiers et restrictions appliquées aux condamnés
Un fichier des auteurs d'infractions sexuelles est un système instauré dans plusieurs juridictions pour permettre aux autorités de conserver une trace du lieu de résidence et des activités de délinquants sexuels (y compris ceux qui ont purgé leur peine). Dans certaines juridictions (notamment aux États-Unis), le public peut accéder aux information de fichier par Internet ou par d'autres moyens. Dans de nombreuses régions, les délinquants sexuels portés au registre se voient imposer des restrictions supplémentaires (y compris en matière de domiciliation). Les délinquants sexuels en libération conditionnelle peuvent faire l'objet de restrictions qui n'affectent pas d'autres types de détenus. Il peut s'agir d'interdictions relative à leur présence auprès de mineurs, à leur logement à proximité d'une école ou d'une crèche, ou à la possession de jouets (ou d'autres articles intéressant les jeunes). En Israël, le fichier des auteurs d'infractions sexuelles n'est accessible qu'aux employés de la sécurité et non au public.
Aux États-Unis, la loi de Megan vise à réprimer les délinquants sexuels et à réduire leur taux de récidive. L'application de cette loi dépend de chaque État. La plupart des État réglementent les possibilités de lieu de résidence après la libération d'un délinquant ou criminel sexuel, leur interdisant de s'établir trop près d'une école ou d'une crèche. La loi Adam Walsh Child Protection and Safety Act (en) (promulguée en 2007) fournit des détails sur les espaces interdits aux délinquants sexuels et qu'ils ne peuvent approcher à une distance définie, comme les écoles, les arrêts de bus, les salles de sport, les centres de loisirs, les aires se jeux extérieurs... Toutefois, les restrictions en matière de domiciliation varient selon les États. Certains groupes critiquent divers aspects de ces restrictions, comme la National Association for Rational Sexual Offense Laws (en), Human Rights Watch, et l'Association for the Treatment of Sexual Abusers (en),.

## Thérapies et traitements
Des thérapies de modification comportementale (en) ont montré leur utilité pour réduire le risque de récidive chez les délinquants ou criminels sexuels. Ces soins s'appuient souvent sur les principes de l'analyse appliquée du comportement. Dans ce domaine de recherche, deux approches semblent prometteuses. L'une utilise le conditionnement opérant (qui s'appuie sur la récompense et la punition pour réorienter l'apprentissage, comme dans la résolution de problèmes) et l'autre sur les procédures de conditionnement répondant, comme dans la thérapie par aversion. De nombreux dispositifs behavioristes recourent au conditionnement privé (en) et / ou à l'aversion envers les odeurs : il s'agit dans les deus cas d'une thérapie par aversion, qui présentent des enjeux éthiques. Ces programmes réduisent la récidive de 15 à 18 %.
Certains pays recourent à la castration chimique contre les hommes condamnés pour délinquance sexuelle. Contrairement à la castration physique, ce traitement est réversible si on cesse de prendre les médicaments. Les hommes délinquants sexuels dont les paraphilies sont graves voire extrêmes, la castration physique (chirurgicale) est un procédé efficace : le taux de récidive sur 20 ans s'élève à moins de 2,3 % (contre 80 % dans le groupe de contrôle), d'après une étude de 1963.

### Analyse des risques
Les soignants utilisent diverses méthodes pour analyser le risque de récidive d'un délinquant sexuel. Les instruments tiennent compte de facteurs qui, empiriquement, sont corrélés aux risques de récidive. Les chercheurs et les praticiens examinent certains facteurs dits « statiques », comme l'âge, le nombre de condamnations antérieures, le genre des victimes, la relation qu'a nourrie le délinquant avec elles, ainsi que des indicateurs de psychopathie et d'excitation sexuelle déviante ; d'autres facteurs sont dits « dynamiques », comme le respect du délinquant envers les obligations de surveillance et de traitement. En étudiant ces deux types de facteurs, les professionnels obtient un tableau plus complet des risques de récidive.

## Polémiques
Aux États-Unis, certains soutiennent que les délinquants ou criminels sexuels sont devenus les nouveaux symboles d'une panique morale autour de la sexualité, de la peur des inconnus (en) et d'une paranoïa nationale. Ces critiques estiment que les gens condamnés pour n'importe quelle infraction sexuelle « prennent l'apparence d'un symbole du mal, qui est personnifié par un groupe de démons sans visage, terrifiants et prédateurs » ; malgré les preuves scientifiques, ils sont perçus comme une menace constante qui n'attend que l'occasion d'attaquer.
Des chercheurs, des professionnels médicaux et des groupes favorables à la réforme juridique critiquent les législations actuelles sur les délinquants sexuels, qu'ils estiment fondées sur une panique morale alimentée par les médias et reposant sur l'appel à l'émotion, plutôt que sur la volonté sincère de protéger la société,,,,.
Les critiques soulignent que, contrairement à l'image diffusée dans les médias, les enlèvements par des prédateurs sexuels sont un fait très rare et que 93 % des abus sexuels sur mineurs sont perpétrés par un criminel que l'enfant connaît : un membre de sa famille, un ami de la famille ou une personne en position d'autorité.

#### Législations notoires
- Adam Walsh Child Protection and Safety Act (en)
- Jacob Wetterling Crimes Against Children and Sexually Violent Offender Registration Act (en)
- Loi de Jessica (en)
- Loi de Megan